# Relaciones España-Canadá
Las relaciones España-Canadá  son las relaciones bilaterales entre el Reino de España y Canadá. Ambos países mantienen excelentes relaciones diplomáticas. También pertenecen a organizaciones internacionales como: el BERD, la BIPM, la CEI, la CEPAL, la CEPE, la COPANT, Eureka, el G12, el G20, el IICA, la OCDE, la ONU, la OSCE y la OTAN.

## Relaciones históricas
En julio de 1774, el oficial naval español Juan José Pérez Hernández fue el primer europeo en encontrarse con el archipiélago de Haida Gwaii (antes conocido como las islas Queen Charlotte) mientras se dirigía a Alaska. Después del viaje inicial, otros viajes españoles iban a tener lugar a lo largo de la costa de la Columbia Británica. En 1789, España creó los asentamientos Santa Cruz de Nuca y Fuerte San Miguel, ambos ubicados en la isla de Nutca. En la máxima extensión del Imperio español en América, España controlaba territorios desde el extremo del Cono Sur hasta las actuales Alberta y Saskatchewan. En julio de 1935, Canadá y España establecieron relaciones diplomáticas.
Entre 1936 y 1939, España se vio envuelta en una guerra civil entre el bando republicano y el bando sublevado. Canadá, fue oficialmente neutral durante el conflicto. Sin embargo, más de 1,700 canadienses se ofrecieron como voluntarios y lucharon en el bando republicano. Al principio, los voluntarios canadienses se unieron al Batallón Abraham Lincoln y al Batallón George Washington, ambos estadounidenses, antes de crear una brigada canadiense conocida como el Batallón Mackenzie-Papineau (Mac-Paps). Durante ese tiempo, el Parlamento canadiense aprobó la "Ley de alistamiento extranjero en 1937" que prohíbe la participación de canadienses en guerras extranjeras. Durante la guerra civil, aproximadamente 700 canadienses perdieron la vida luchando. En 1938, la facción republicana estaba tomando grandes pérdidas y se dio cuenta de que estaban perdiendo la guerra. Varios combatientes canadienses abandonaron España y regresaron a Canadá antes de que el general Francisco Franco entrara en Madrid y terminara la guerra en abril de 1939.

## Relaciones bilaterales
Desde el final de la Segunda Guerra Mundial, Canadá y España disfrutan de relaciones diplomáticas amistosas y cercanas. En diciembre de 1959, ambas naciones eliminaron los requisitos de visa para sus ciudadanos. En 1995, las relaciones se tensaron a raíz del conflicto pesquero conocido como “guerra del fletán” y que enfrentó a Canadá con la UE, y en particular con España, a causa de graves diferencias en materia de gestión pesquera en el marco de la Organización Regional de Pesquerías del Atlántico Norte (NAFO). Desde entonces, las relaciones bilaterales diplomáticas se han normalizado hasta recuperar un alto grado de interlocución y cooperación.
En este sentido cabe destacar la visita de la ministra de Medio Ambiente, Rural y Marino en agosto de 2008, la primera tras la firma el 6 de septiembre de 2007 de un Memorando de Entendimiento sobre Cooperación Pesquera.
El ministro de Agricultura y Alimentación de Canadá, Lawrence MacAulay, destacó un aumento en las relaciones comerciales debido al proyecto bilateral del CETA con la UE y aseguró que ambos países "han sido siempre buenos amigos". La ministra de Exteriores canadiense, Chrystia Freeland, clasificó las relaciones bilaterales entre Canadá y España como excelentes y basadas en los valores comunes, siendo Canadá uno de los aliados más firmes de España. Asimismo, ambos países se han apoyado mutuamente en los problemas internos. El 12 de octubre de 2022, Canadá iluminó las cataratas del Niágara con la bandera española en conmemoración a la Fiesta Nacional de España.

## Relaciones políticas
Ambos países defienden políticas de desarrollo internacional especialmente en cuanto a salud y educación. Son socios en el ámbito multilateral y trabajan juntos en el seno de las Naciones Unidas (ONU), la Organización del Tratado del Atlántico Norte (OTAN), la Organización para la Seguridad y la Cooperación en Europa (OSCE), la Organización para la Cooperación y Desarrollo Económicos (OCDE) y la Organización Mundial del Comercio (OMC), entre otros organismos.

## Relaciones comerciales
Las relaciones económicas entre Canadá y España han experimentado un notable incremento a lo largo de los últimos años y siguen teniendo hoy un gran potencial de crecimiento. Estas dos economías son similares en cuanto a su desarrollo y poseen sinergias naturales en sectores de alta prioridad, tales como el aeroespacial, el agroalimentario y pesquero, el farmacéutico, las tecnologías de la comunicación y los servicios financieros.
En 2011, por primera vez las exportaciones españolas a Canadá fueron superiores a las importaciones. En 2012, los flujos de comercio con Canadá alcanzaron valores récord, con un total superior a los 2.400 millones de euros, y una tasa de cobertura del 111%. En 2013, se produce una contracción tanto del flujo comercial bilateral, hasta los 2.200 millones de euros, como de la tasa de cobertura, que se situó en el 102%.
En 2014, los intercambios bilaterales comerciales alcanzaron el valor de 3.326 M $CAN (2.295 M €), lo que supuso un incremento del 26% con respecto al año anterior. Las exportaciones canadienses a España representaron un valor de 1.127 M $CAN (778 M €). Actualmente, destacan las exportaciones de minerales, maquinaria, combustibles, vegetales y productos aeroespaciales. España exportó mercancías a Canadá en 2014 por valor de 2.199 M $CAN (1.517 M €), principalmente, productos farmacéuticos, maquinaria, minerales, combustibles, vehículos y productos alimenticios.

## Cooperación
Ambos países cooperan en materia antiterrorista, siendo Canadá y Estados Unidos los únicos países americanos que clasificaron a la organización ETA como grupo terrorista.
Con respecto a la movilidad de los jóvenes, educación y cultura, los dos países disfrutan de relaciones académicas activas. Cada vez más estudiantes españoles eligen Canadá como destino para sus estudios, y más de un centenar de acuerdos entre universidades de ambos países reflejan los estrechos lazos entre las dos comunidades académicas. Gracias a un acuerdo bilateral sobre movilidad de jóvenes, se han multiplicado en los últimos años los viajes de trabajo y estudio de los jóvenes entre los dos países. Asimismo, Canadá cuenta con un Instituto Cervantes en Calgary que promueve la enseñanza de la lengua y la cultura españolas.

## Misiones diplomáticas
- Canadá tiene una embajada en Madrid y un consulado en Barcelona.[18]
- España tiene una embajada en Ottawa y consulados-generales en Montreal y Toronto.[19]

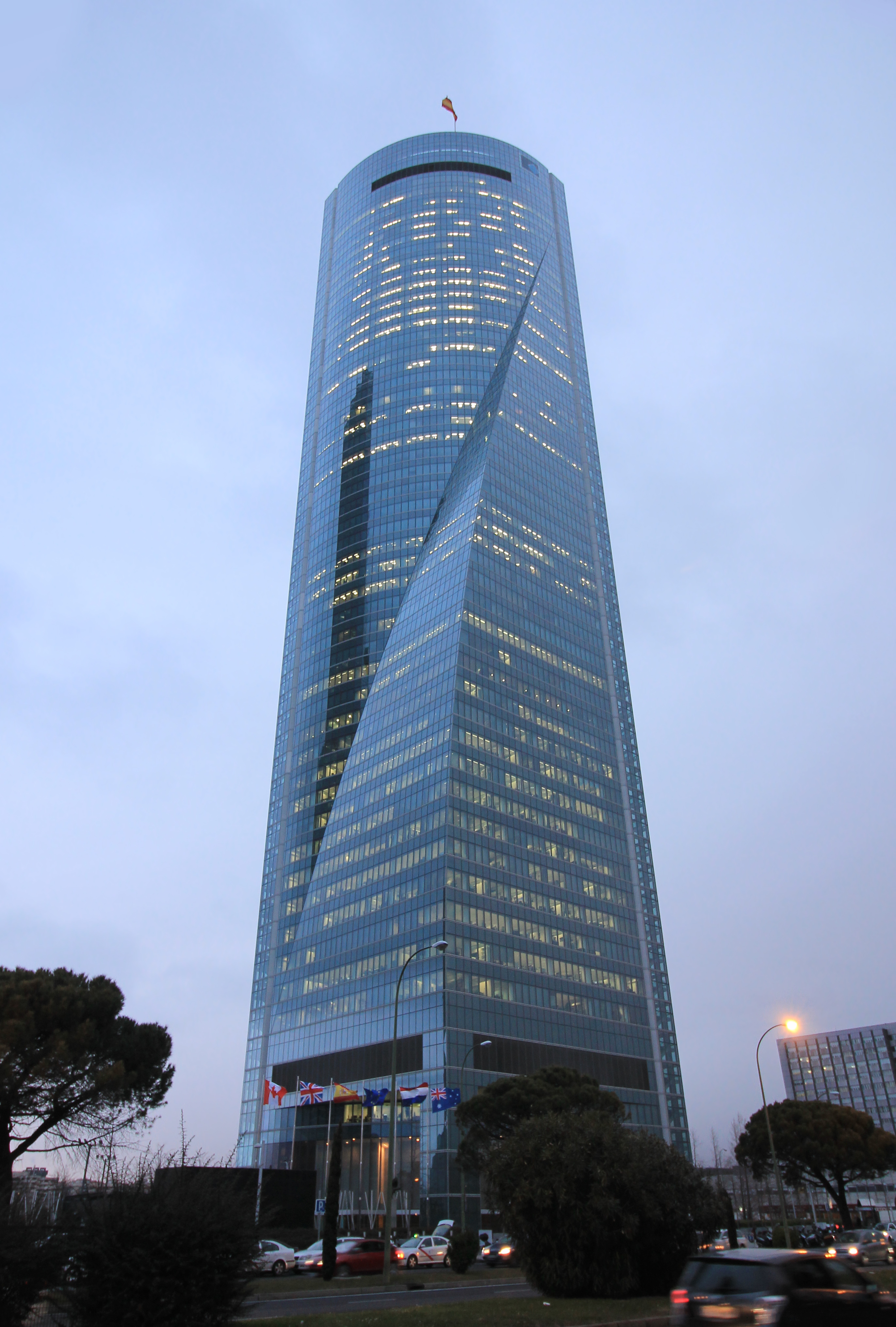
Embajada de Canadá en la Torre Emperador de Madrid.
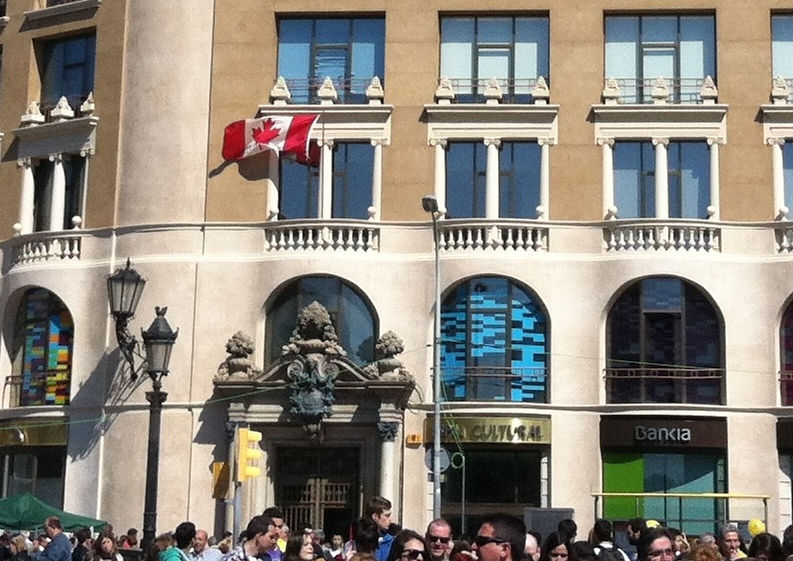
Consulado de Canadá en Barcelona.
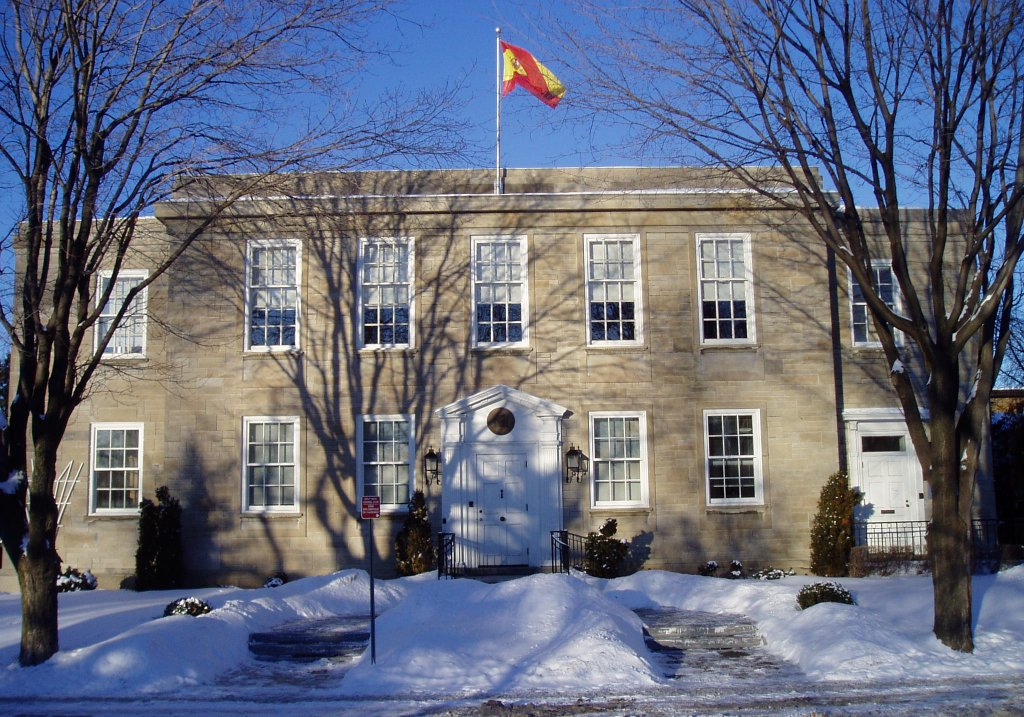
Embajada de España en Ottawa.